# Фірнгайм
Фірнгайм (нім. Viernheim) — місто в Німеччині, знаходиться в землі Гессен. Підпорядковується адміністративному округу Дармштадт. Входить до складу району Бергштрасе.
Площа — 48,41 км2. Населення становить 34 281 ос. (станом на 31 грудня 2020).